# Czarne
Czarneⓘ (anteriormente, Hamersztyn, em alemão: Hammerstein) é uma cidade localizada no norte da Polônia. Pertence à voivodia da Pomerânia, no condado de Człuchów. É a sede da comuna urbano-rural de Czarne.
Estende-se por uma área de 46,5 km², com 5 547 habitantes, segundo o censo de 31 de dezembro de 2024, com uma densidade de 119 hab/km².

## Localização
A cidade está localizada às margens do rio Czernica, 170 km a sudoeste de Gdansk.
Historicamente, Czarne está localizada na Pomerânia de Gdansk.
Conforme a regionalização físico-geográfica da Polônia, a cidade fica na fronteira entre o Vale de Gwda e a Região do Lago Norte.

## Demografia
Conforme os dados do Escritório Central de Estatística da Polônia (GUS) de 31 de dezembro de 2024, Czarne é uma cidade pequena com uma população de 5 547 habitantes (31.º lugar na voivodia da Pomerânia e 535.º na Polônia), tem uma área de 46,5 km² (6.º lugar na voivodia da Pomerânia e 96.º lugar na Polônia) e uma densidade populacional de 119 hab./km² (40.º lugar na voivodia da Pomerânia e 949.º lugar na Polônia). Entre 2002–2024, o número de habitantes diminuiu 8,0%.
Os habitantes de Czarne constituem cerca de 10,47% da população do condado de Człuchów, constituindo 0,24% da população da voivodia da Pomerânia.
| Descrição                         | Total      | Total    | Mulheres   | Mulheres | Homens     | Homens   |
| --------------------------------- | ---------- | -------- | ---------- | -------- | ---------- | -------- |
| unidade                           | habitantes | %        | habitantes | %        | habitantes | %        |
| população                         | 5 547      | 100      | 2 870      | 51,7     | 2 677      | 48,3     |
| área                              | 46,5 km²   | 46,5 km² | 46,5 km²   | 46,5 km² | 46,5 km²   | 46,5 km² |
| densidade populacional (hab./km²) | 119        | 119      | 61,5       | 61,5     | 57,5       | 57,5     |

## História
A cidade foi fundada em uma importante rota que levava de Człuchów a Szczecinek. Seu antigo nome eslavo vem do rio Czarne, hoje chamado Czernica.
Czarne recebeu seu documento de incorporação e, ao mesmo tempo, os direitos de cidade do Grão-mestre dos Cavaleiros Teutônicos Konrad von Jungingen em 1395. A nova cidade recebeu o nome de “Hammerstein” sendo selada com um brasão de armas com um martelo, uma estrela e uma lua crescente. Aqui, na fronteira com o Ducado de Szczecin, os Cavaleiros Teutônicos construíram um castelo cuja guarnição controlava uma importante rota que ligava a Pomerânia Ocidental à Pomerânia de Gdansk.

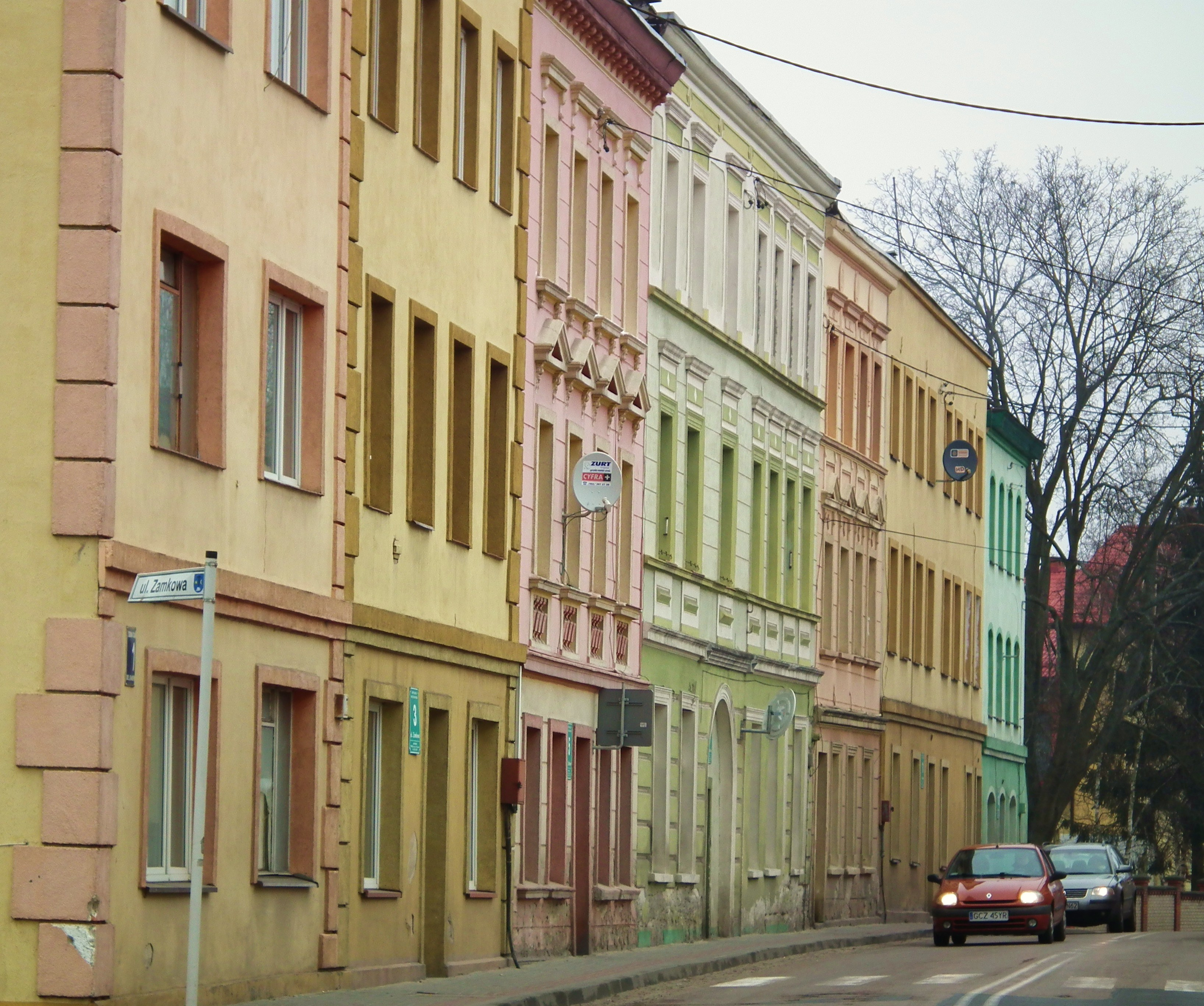
Casas antigas na rua Zamkowa

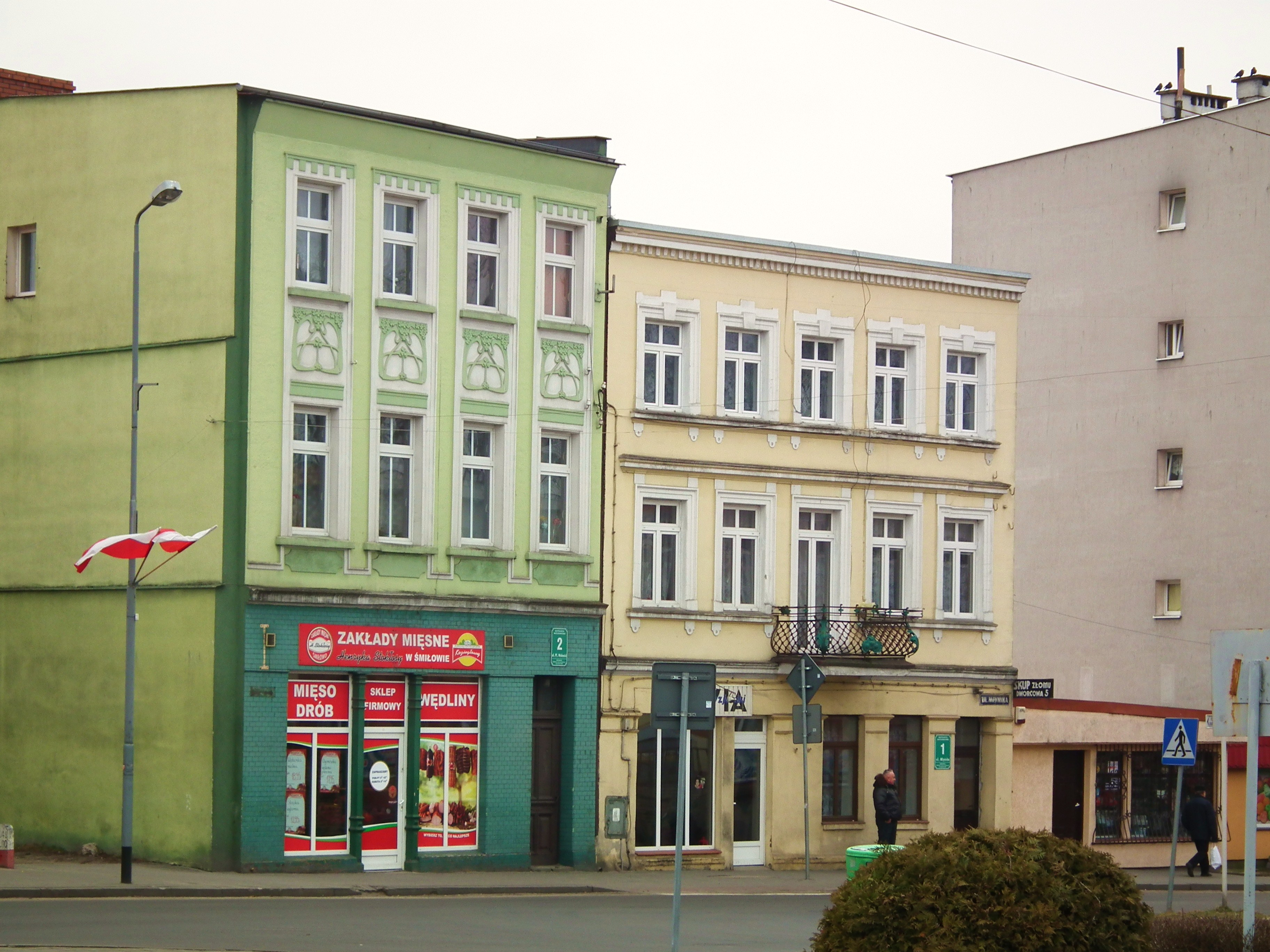
Casas antigas na praça principal

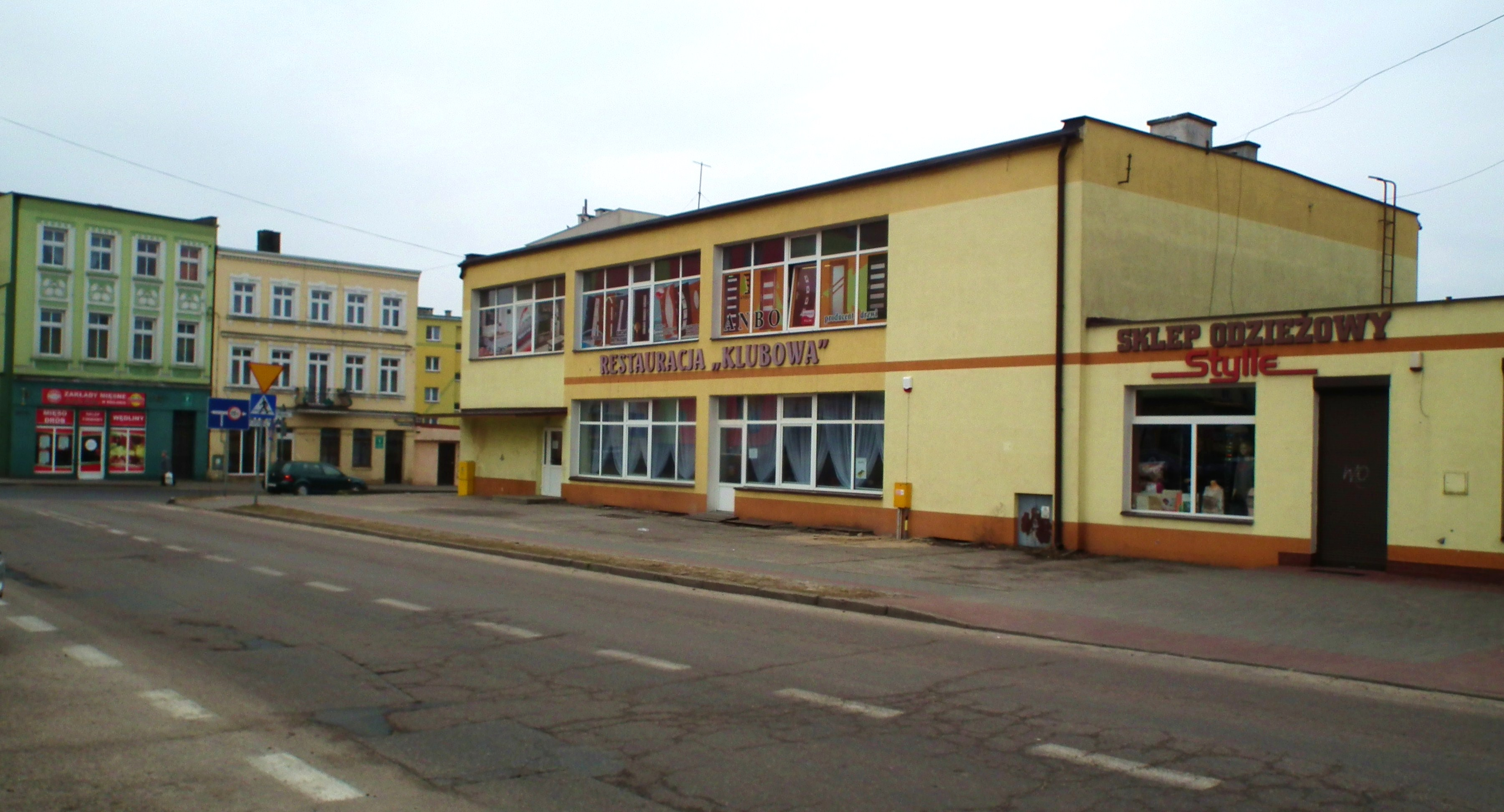
Parte da praça principal

Após sua vitória sobre os Cavaleiros Teutônicos, Ladislau II Jagelão concedeu Czarne ao duque da Pomerânia Ocidental, Bogislau VIII em caráter vitalício. Isso mudou durante a Guerra dos Treze Anos. Em 1454, a pedido da Confederação Prussiana, o rei Casimiro IV Jagelão declarou a região incorporada à Polônia. As forças da Confederação se defenderam com sucesso contra os Cavaleiros Teutônicos em 1454 e 1455 e, em 1456, o castelo foi guarnecido por tropas polonesas. Em virtude das disposições do Tratado de Paz de Toruń, em 1466, a cidade foi reconhecida como pertencente à Polônia. Administrativamente, ela pertencia à Província da Pomerânia da Prússia Real da Coroa do Reino da Polônia. Um estarostado foi estabelecido aqui, ao qual pertenciam as seguintes aldeias: Sokole, Damnica, Domisław, Nadziejewo.
Em 1627, a cidade foi ocupada pelo exército sueco, que destruiu alguns dos edifícios. Um exército liderado pelo Hetman Stanisław Koniecpolski avançou contra os suecos e ocorreu a Batalha de Czarne. A batalha pela cidade durou de 12 a 18 de abril e terminou com a vitória polonesa. Alguns anos depois, a maioria dos habitantes de Czarne morreu devido ao “ar da peste” e, em 1653, a cidade inteira foi destruída por um incêndio. Durante o Dilúvio Sueco, Czarne foi capturada pelo duque sueco Adolfo João I do Palatinado-Kleeburg. Após a guerra, a cidade foi reconstruída, mas voltou a pegar fogo em 1693. Os incêndios foram alimentados pelas construções de madeira, razão pela qual a cidade foi incendiada cinco vezes em 100 anos. A igreja paroquial ricamente decorada com uma torre e telhado de telha data de 1755.
Como resultado da Primeira Partição da Polônia, em 1772, a cidade foi anexada à Prússia. No final do século XVIII. Czarne era habitada por 720 pessoas.
Durante as Guerras Napoleônicas, Czarne foi ocupada em 1807 por um exército polonês sob o comando do general Jan Łubieński.
Em 1878, a cidade ganhou uma ligação ferroviária com Człuchów e Szczecinek. Nove anos depois, os alemães estabeleceram um grande campo de treinamento militar na área. Em 1899, foi construído um magnífico edifício, que hoje abriga a escola primária. Esse prédio foi ampliado em 1925, com a adição de um terceiro andar.
No mapa militar polonês de 1936, o exônimo polonês Czarne é dado ao lado da designação da cidade.
Na área do campo de treinamento militar, os alemães construíram um campo para prisioneiros de guerra. Durante a Segunda Guerra Mundial, ele foi transformado no Stalag II B Hammerstein. Atualmente, há uma prisão no local do antigo campo, uma das maiores do país. Após a guerra, as tropas soviéticas ficaram estacionadas aqui; atualmente, há uma unidade militar na cidade e um campo de treinamento nas proximidades.
Czarne foi capturada em 26 de fevereiro de 1945 pelas tropas da Segunda Frente Bielorrussa. Cerca de 40% dos edifícios foram destruídos durante os combates. A cidade foi incorporada à Polônia em 1945, e sua população, em sua maioria de língua alemã, foi deslocada. Após a guerra, a cidade se recuperou lentamente das ruínas, e as indústrias de alimentos e construção naval foram implantadas.
Entre 1975 e 1998, a cidade era administrativamente parte da voivodia de Słupsk.

## Monumentos históricos

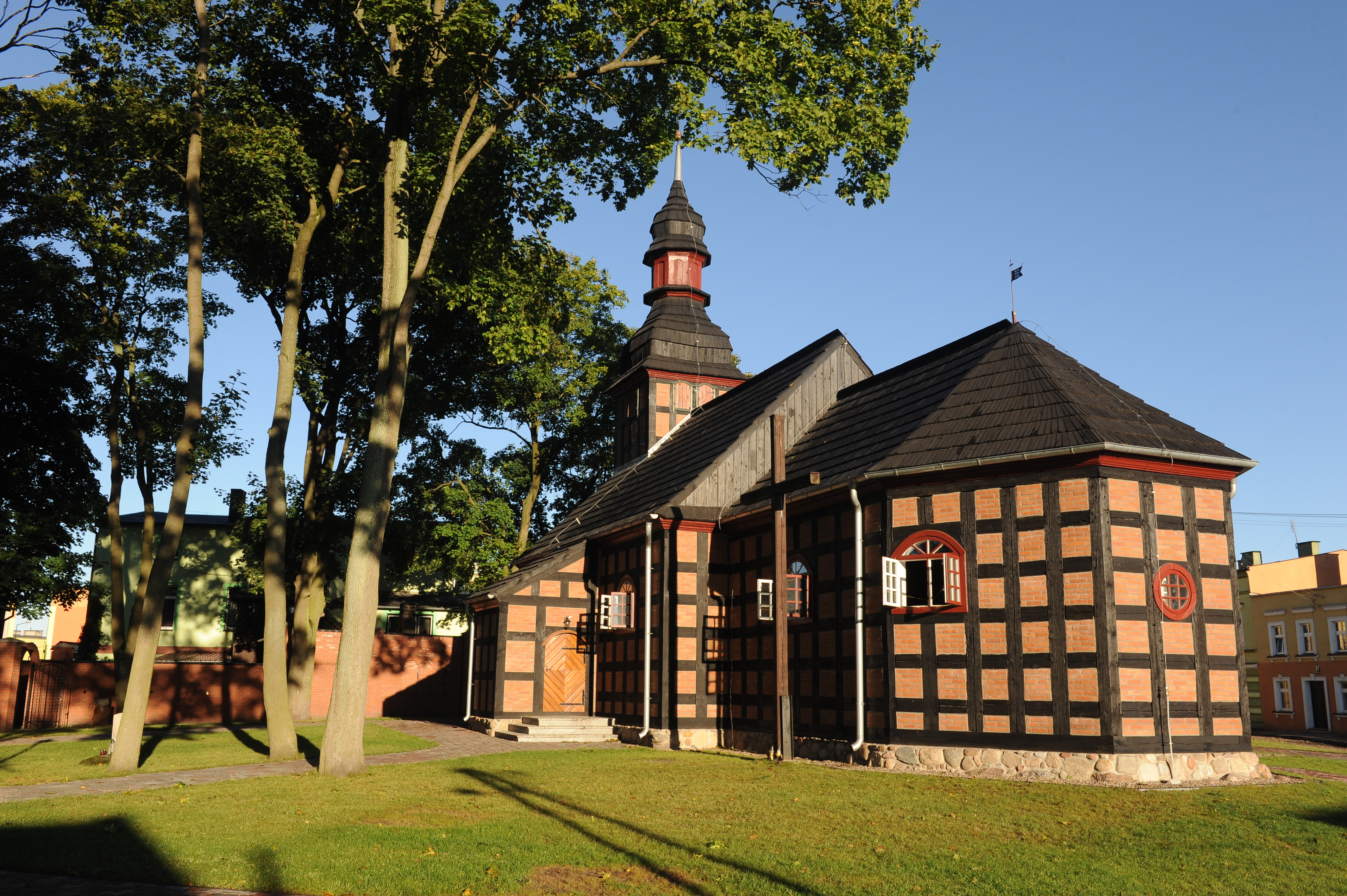
Igreja da Assunção da Bem-Aventurada Virgem Maria, em enxaimel, de 1757

Conforme o registro de monumentos do Instituto do Patrimônio Nacional, os edifícios listados são:
- Igreja da Assunção da Bem-Aventurada Virgem Maria, igreja em enxaimel de 1757 com um batistério do século XIV
- Ruínas do castelo dos Cavaleiros Teutônicos e depois castelo do starosta do século XIV
- Cemitério de prisioneiros de guerra da Primeira Guerra Mundial

Além disso, em Czarne, há:
- Monumento aos prisioneiros de guerra
- Monumento a João Paulo II
- Monumento do tanque em memória dos mortos que lutaram por Czarne
- Monumento à Batalha de Czarne (Hamersztyn) de 1627[13]

## Comunidades religiosas
- Igreja Católica de Rito Latino:
  - Paróquia da Assunção da Bem-Aventurada Virgem Maria, al. Św. Józefa, 3[14]